# Бульвар Миколи Міхновського
Бульва́р Мико́ли Міхно́вського — бульвар у Печерському районі міста Києва, місцевості Наводничі,Звіринець, Чорна гора. Пролягає від шляхопроводу через залізницю та р. Либідь до моста Патона.
Прилучаються Либідська площа (шляхопровід), провулок Академіка Філатова, вулиці Академіка Філатова, Товарна, Чеська, Іоанна Павла II, Професора Підвисоцького, Німанська, Печерський міст (сполучає бульвар Лесі Українки, вулиці Михайла Бойчука та Бастіонну), Курганівська, Болсуновська, Верхня, Верхній провулок, Наводницька площа, вулиці Старонаводницька, Лаврська, Пирятинська (сполучаються сходами), Ломаківська, Набережне та Наддніпрянське шосе.

## Історія
Прокладений у 1945–1948 роках, мав назву Автостра́да.
У 1959 році отримав назву бульвар Дружби народів. Того ж року тут (№ 25) збудований перший безкаркасний панельний будинок серії 13-01.
Спершу посередині, тоді ще Автостради, існувала невеличка бульварна смуга, але коли Автостраду було названо бульваром, бульварні насадження лишилися лише на парному боці — від провулку Академіка Філатова до Товарної вулиці.
У будинку № 12-Б розташовується Ліцей №80 Печерського району, що зведений за проєктом архітекторів Й. Каракіса, С. Сови, Н. Савченко та інженера Г. Тер-Аратюнянца.
За початковим проєктом Масиву Печерської автостради, в місці перехрестя бульвару із Чеською вулицею було заплановано розмістити парки з обох боків дороги. Втім у ХХІ столітті ці території віддано під забудову. Сьогодні там розташовуються бізнес центр «Trinity» (буд. 16/1), супермаркет Novus (буд. 16а) та житлові комплекси «Авеню» (буд. 14-16) та «Aria» (буд. 15).
Сучасна назва — з 2022 року на честь українського політичного та громадського діяча Миколи Міхновського.

## Установи та заклади
- Готель «Дружба» (буд. № 5)
- Ліцей № 80 з поглибленим вивченням англійської мови (буд. № 12-Б)
- Центральний будинок меблів (буд. № 23)
- Станція метро   «Звіринецька» (до 2023 року носила назву «Дружби народів» — за попередньою назвою бульвару).

## Особистості
- В будинку № 3а жили художники Іван Принцевський і Галина Гізлер.
- В будинку № 28а жила художниця Світлана Голембовська.
- В будинку № 32 жив художник Вілен Чеканюк.
- В будинку № 32а жив науковець-кібернетик, інформатик, доктор технічних наук Андрій Нікітін.

## Зображення

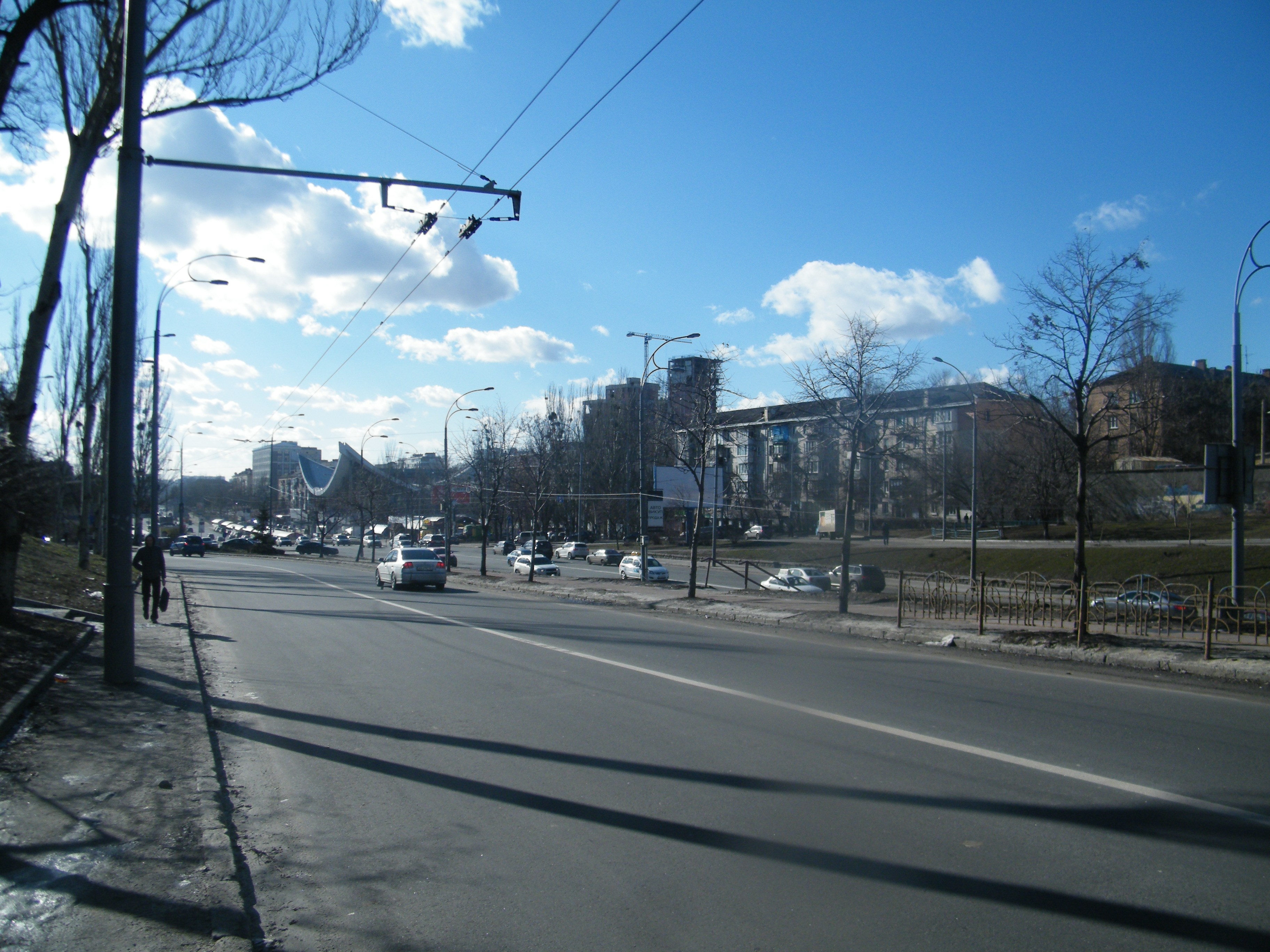
Бульвар Миколи Міхновського від Печерського мосту в бік Либідської площі
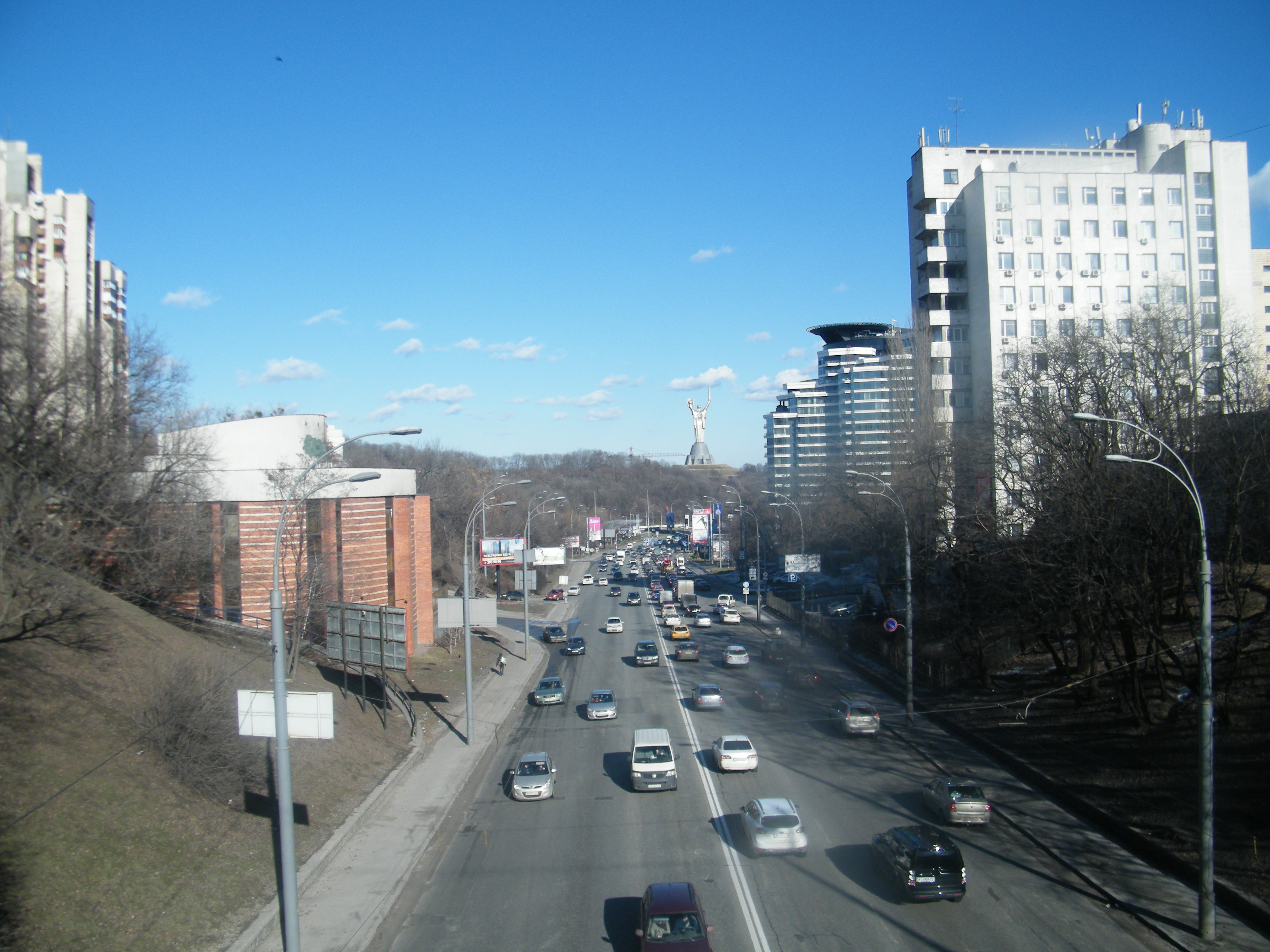
Бульвар Миколи Міхновського від Печерського мосту в бік моста Патона
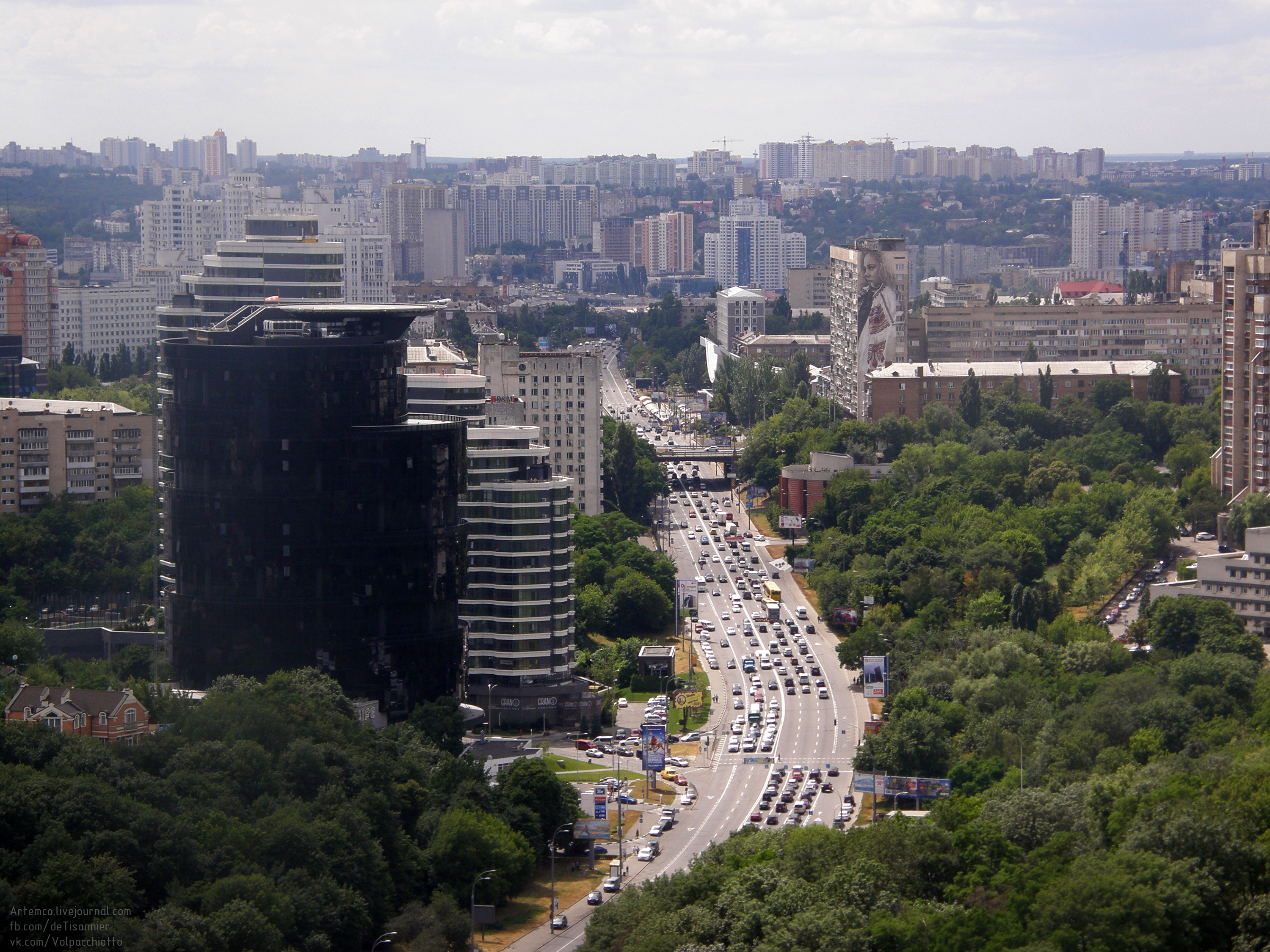
Краєвид бульвару в 2016